# Klub Piłki Siatkowej Chemik Police 2013-2014
Questa voce raccoglie le informazioni riguardanti il Klub Piłki Siatkowej Chemik Police nelle competizioni ufficiali della stagione 2013-2014.

## Organigramma societario
Area direttiva
- Presidente: Paweł Frankowski

Area tecnica
- Allenatore: Mariusz Wiktorowicz (fino a gennaio 2014), Giuseppe Cuccarini (da gennaio 2014)

## Rosa
| N° | Nome               | Ruolo | Data di nascita   | Nazionalità sportiva |
| -- | ------------------ | ----- | ----------------- | -------------------- |
| 1  | Anna Barańska      | S     | 14 maggio 1984    | Polonia              |
| 4  | Katarzyna Biel     | C     | 21 settembre 1981 | Polonia              |
| 5  | Anna Grejman       | S     | 8 giugno 1993     | Polonia              |
| 6  | Agnieszka Bednarek | C     | 20 febbraio 1986  | Polonia              |
| 7  | Małgorzata Glinka  | S/O   | 30 settembre 1978 | Polonia              |
| 8  | Aleksandra Krzos   | L     | 23 giugno 1989    | Polonia              |
| 9  | Agata Sawicka      | L     | 17 gennaio 1985   | Polonia              |
| 10 | Ana Bjelica        | S/O   | 3 aprile 1992     | Serbia               |
| 11 | Lucie Mühlsteinová | P     | 15 ottobre 1984   | Rep. Ceca            |
| 12 | Izabela Żebrowska  | S/O   | 23 febbraio 1985  | Polonia              |
| 13 | Katarzyna Mróz     | C     | 19 febbraio 1981  | Polonia              |
| 14 | Justyna Raczyńska  | S     | 12 settembre 1987 | Polonia              |
| 15 | Joanna Podoba      | S     | 17 febbraio 1977  | Polonia              |
| 18 | Maja Ognjenović    | P     | 6 agosto 1984     | Serbia               |